# クリスタル (韓国の歌手)
クリスタル (朝: 크리스탈、英: Krystal、本名：クリスタル・チョン（Krystal Jung）、韓国名：チョン・スジョン（鄭秀晶、정수정）、1994年10月24日 - )は、アメリカ・カリフォルニア州サンフランシスコ出身の韓国系アメリカ人の女性歌手、女優。韓国のアイドルグループf(x)のメンバー。姉は少女時代の元メンバー、ジェシカ。身長165cm 、血液型A型。

## 来歴
- 家族で来韓していた際に姉ジェシカとともにSMエンタテインメントの関係者にスカウトされ、練習生となる。
- 2009年9月5日、アイドルグループf(x)のメンバーとしてデビュー[2]。
- 2011年、MBCのドラマ「ハイキック3 -短足の逆襲- 」に出演。このドラマの中で彼女が愛嬌をふりまく際に使った「プインプイン（뿌잉뿌잉）」という言葉は韓国で流行語となった[3]。
- 2011年、SBS「キム・ヨナのキス＆クライ」においてフィギュアスケートのコンテストで優勝する。
- 2016年10月発売の日本のファッション雑誌である、「JELLY」「CanCam」「NYLON JAPAN」にソロで初登場。
- 2017年3月 見る音楽 『I Don’t Wanna Love You』でGlenCheck キム ジョンウォンとコラボ。
- 2020年10月 H&エンターテインメントに移籍。

## 人物
- f(x)においてはサブリーダー、ボーカルを担当。
- 少女時代の元メンバー、ジェシカの実妹である。
- 成均館大学校演技芸術学科に在籍

## 出演作品

### テレビドラマ
- 見れば見るほど愛嬌満点（2010年、MBC） - チョン・スジョン役
- ハイキック3 -短足の逆襲-（2011年-2012年、MBC） - アン・スジョン役[3]
- 相続者たち（2013年、SBS） - イ・ボナ役
- じゃがいも星（2013年-2014年、tvN） - スジョン役(カメオ出演)
- 僕には愛しすぎる彼女（2014年、SBS） - ユン・セナ役
- 青い海の伝説（2016年-2017年、SBS） - ミンジ役
- ハベクの新婦（2017年、tvN） - ムラ／ヘラ役
- 刑務所のルールブック（2017年-2018年、tvN） - キム・ジホ役
- プレーヤー〜華麗なる天才詐欺師〜（2018年、OCN） - チャ・アリョン役
- サーチ（2020年、OCN） - ソン・イェリム役
- 警察授業（2021年、KBS2）- オ・ガンヒ役
- クレイジーラブ（2022年、KBS2） - イ・シナ役

### 映画
- エビギュファン（2020年）-トイル役
- 甘酸っぱい（2021年）-ボヨン役

### リアリティ番組
- キム・ヨナのキス&クライ（2011年、SBS）
- Jessica & Krystal（2014年）

### ミュージックビデオ
- 神話 "wedding march"（2000年）
- ピ "Still Believe"（2006年）
- SHINee "Juliet"（2009年）
- メロディ・プロジェクト "sweet dream"（2010年）

### 広告
| 年度   | 製品 |
| ------ | --- |
| 2002年 | - ロッテ七星飲料 「チャウリン」 |
| 2003年 | - 南陽乳業「イオ」 • 柳韓キンバリー (2003 - 2004) |
| 2004年 | - オットゥギカレー |
| 2005年 | - オリオン「チョコパイ」 • SK テレコム • LG テレコム |
| 2006年 | - 大韓生命 • ユ先生 英語教室(2006 - 2007) |
| 2009年 | - LG サイアン(CYON) 'ニューチョコレートフォン' • Kスイス(2009 - 2011) |
| 2010年 | - オークション • オットゥギ プショプショ • エリート学生服 (2010 - 2011) • カルバン 「クライン」(2010 - 2011) • 韓国ジョンソン&ジョンソンクルリンエンクルリオ(2010 - 2012年) • チキンマニア(2010 - 2012) • アクション RPG 그랑에이지 |
| 2011年 | - 衣類ブランド QUA • LG電子韓流マーケティング • 衣類ブランドスパオ (2011 - 2013) |
| 2012年 | - 日本衣類 & by P&D |
| 2013年 | - エチュードハウス • ストーンヘンジ • ハイマート |
| 2014年 | - puma • lapalette |
| 2015年 | - keds • ボシュロム • ホワイト(white) • GAP 中華圏 |

## 受賞
| 年度   | 受賞内容                                                                    |
| ------ | --------------------------------------------------------------------------- |
| 2010年 | - MBC 放送芸能大賞コメディー部門女子新人賞                                  |
| 2015年 | - 第51回 百想芸術大賞 人気賞                                                |
| 2016年 | - 中国のファッション賞「JUMEI AWARD CEREMONY 2016」でファッションアイコン賞 |